# Edvardas Adamkavičius
Edvardas Adamkavičius, litovski general, * 1888, † 1957.